# Шепель (село)
Ше́пель — село в Україні, у Луцькому районі Волинської області. Входить до складу Луцької міської громади. Населення становить 455 осіб.

## Населення
Згідно з переписом УРСР 1989 року чисельність наявного населення села становила 478 осіб, з яких 216 чоловіків та 262 жінки.
За переписом населення України 2001 року в селі мешкало 449 осіб.

### Мова
Розподіл населення за рідною мовою за даними перепису 2001 року:
| Мова       | Відсоток |
| ---------- | -------- |
| українська | 96,92 %  |
| російська  | 3,08 %   |

### Релігія
У лютому 2019 року релігійна громада села звернулася до Управління єпархії з проханням зарахувати їх до Православної церкви України. Митрополит Луцький і Волинський Михаїл підписав відповідне розпорядження. Парафія вийшла з Московського патріархату всупереч позиції настоятеля. 
Через це настоятель Свято-Успенського храму УПЦ МП протоієрей Микола Іллюк був вимушений звернутись до суду.

## Археологічні пам'ятки
На території села та його околицях відомі наступні пам'ятки археології:

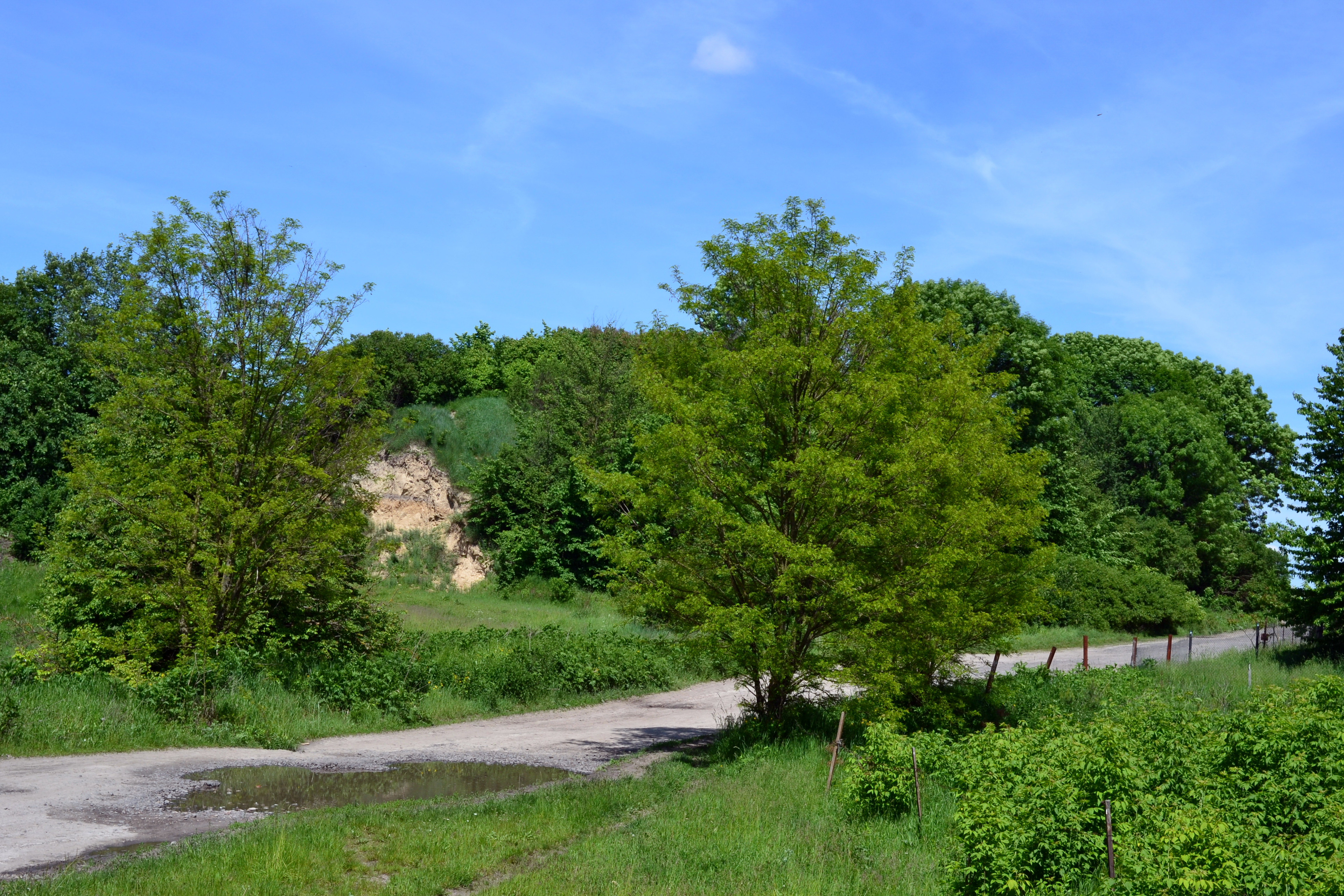
Давньоруське городище

- Пам'ятка національного значення городище давньоруського часу ХІ-ХІІІ ст. Розташоване на північній околиці села, в урочищі «Вал», на високому мисі правого берега Серни, над заболоченою низовиною. Городище розміром 140×160 м, укріплене валом висотою 5-6 м і ровом глибиною 6 м і шириною 22 м. Незважаючи на мисовую схему організації оборони, городище це за планом ідентичне таким пам'ятникам, як Острожець, Посників, Одеради. Майданчик має з двох сторін прямолінійні контури (з північного сходу і південного сходу), а з останніх — округлий контур. В'їзд розташований з північного сходу і є проривом у валу, а перед ним — земляну перемичку впоперек рову. Культурний шар на городищі належить до XI—XIII ст. Контрольні шурфи і зачистка торців валу П. О. Раппопортовим показали, що вал був насипаний на чистому материковому ґрунті і належить, таким чином, до часу створення поселення, тобто до XI ст. Поруч — давньоруське селище. Обстеження городища і селища в кінці XIX ст. провів В. Б. Антонович, в 1933 р. — О. М. Цинкаловський, в 1955 р. — Є. І. Тимофеєв, в 1960 р. — Павло Раппопорт. Шурфи були закладені М. М. Кучінком в 1975 р. У 2006 р. розвідкою О. Є. Златогорського на селищі були виявлені фрагменти скляного шлаку.
- Поселення стжижівської культури епохи бронзи. Розташоване на південний захід від села, на схилі лівого берега Серни площею близько 100×200 м

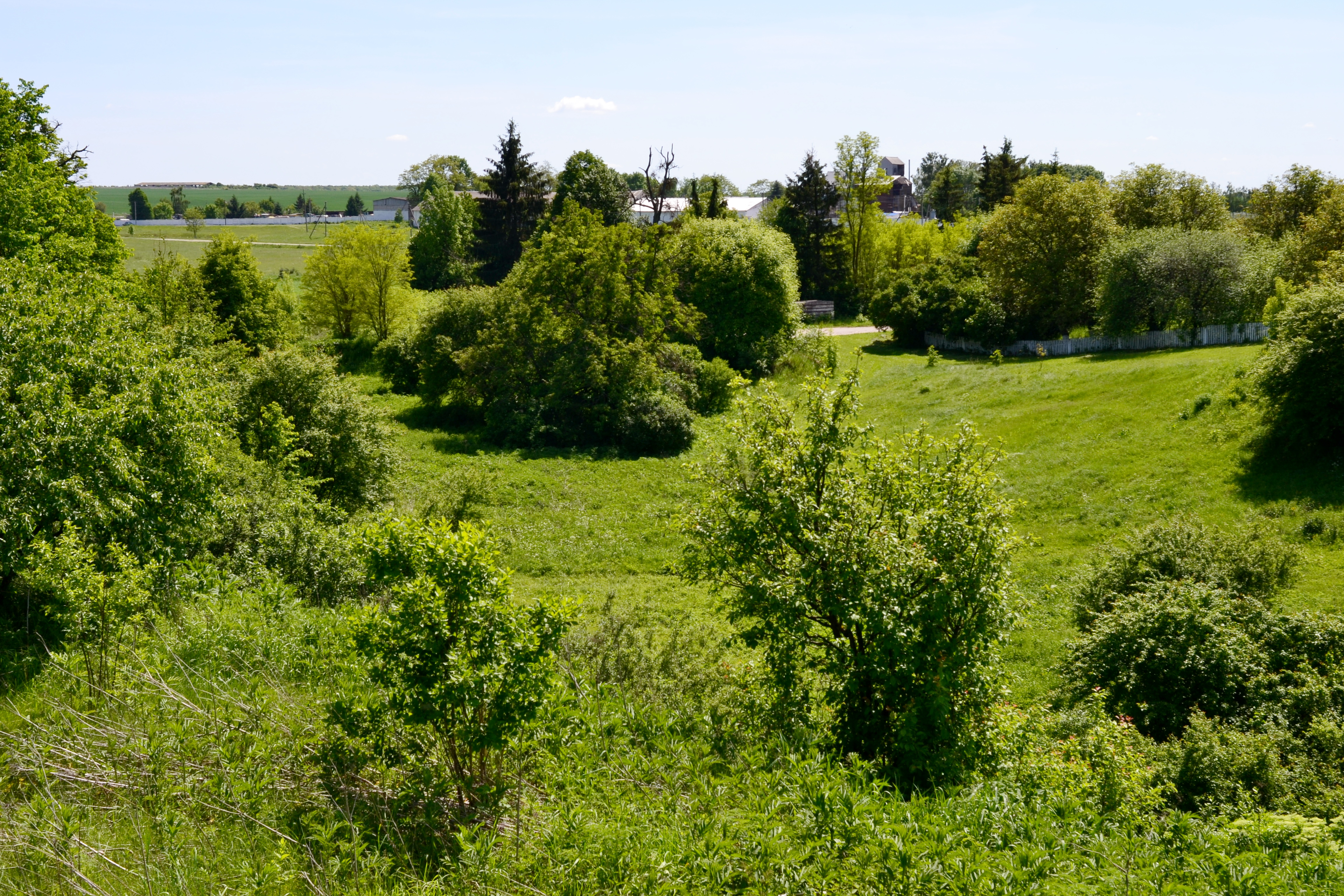
Стоянка доби фінального палеоліту

- Стоянка доби фінального палеоліту. Розташована на північній околиці села, поблизу городища. Виявлена М. М. Кучінком у 1975 р., який зібрав крем'яні відщепи та зуб мамонта.
- Поселення давньоруського часу. Розташоване на північній околиці села, поблизу городища.
- Курган епохи бронзи тщинецько-комарівської культури. Розташований поблизу села, в урочищі «Корчунок». Розкопаний. Під ним були два скорчені кістяки з бронзовими прикрасами.
- Курган давньоруського часу під назвою «Могила Переляниці». Розташований за 0,3 км на північний захід від городища, на правому березі Серни. Висотою 2,8 м, діаметром 12 м. Розкопаний в 1975 р. М. М. Кучінком. Під ним було виявлено перепалені кістки, вуглики та дрібні фрагменти гончарної кераміки.
- Двошарове поселення тщинецько-комарівської культури епохи бронзи і давньоруського часу. Розташоване за 2,5 км на південний захід від села, в урочищі «Замістя», на західному схилі першої надзаплавної тераси лівого берега Серни, в місці впадіння в неї безіменного потічка.
- Багатошарове поселення епохи бронзи (стжижівської, тщинецько-комарівської культури) і давньоруського часу. Розташоване за 2 км на захід від села, на рівній ділянці мису лівого берега першої надзаплавної тераси Серни, за 0,5 км на південь від польової дороги та за 0,7 км на південний захід від мосту через річку.
- Поселення стжижівської культури епохи бронзи. Розташоване за 1,5 км на південний захід від села, на правому високому березі Серни, відкрите у 1965 р. М. А. Пелещишиним.

## Пам'ятки архітектури

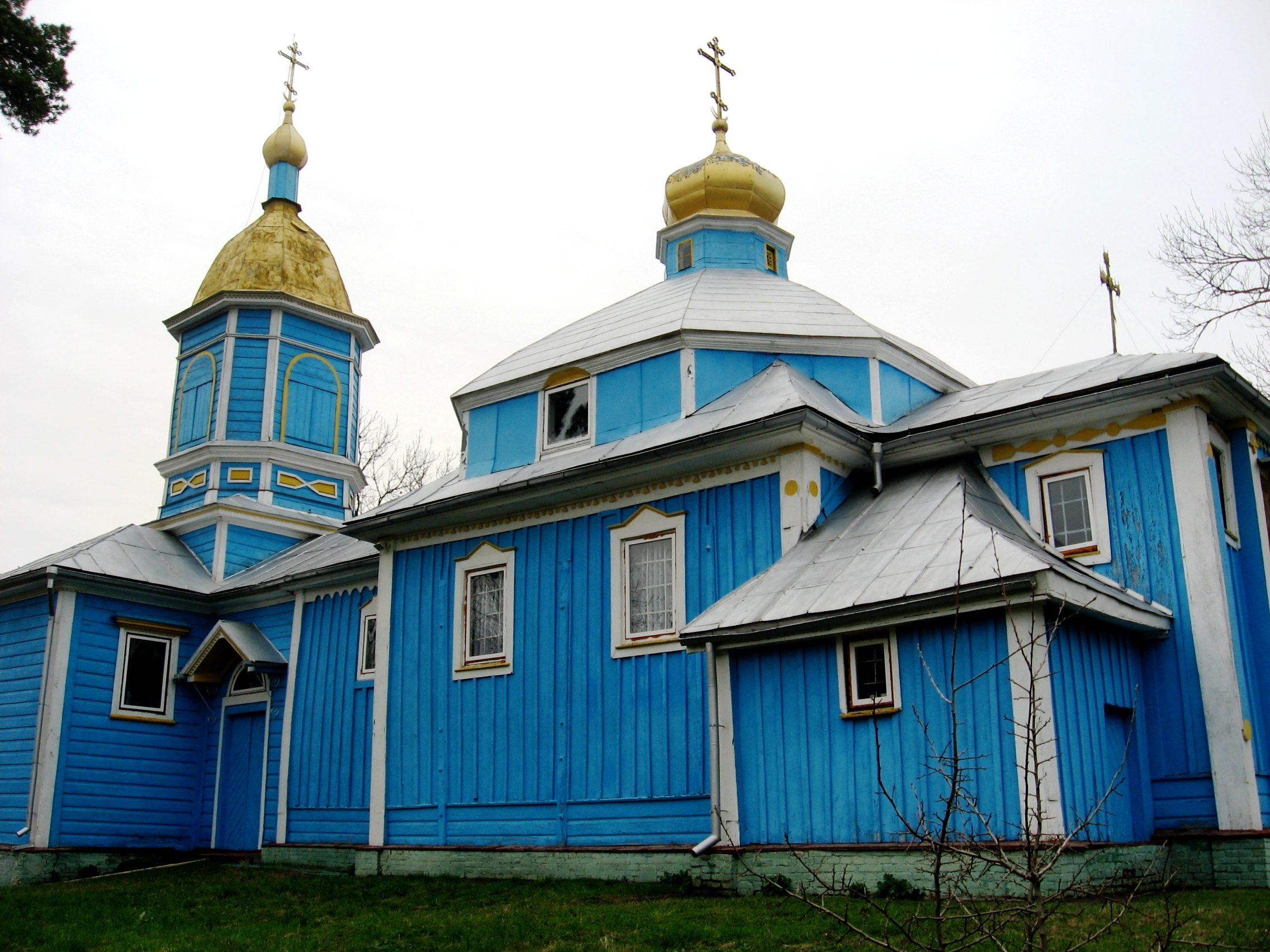
Свято-Успенська церква, 1780

- Свято-Успенська церква, побудована у 1780 році. Дерев'яна, трьохдільна, з барабаном над центральним об'ємом, посадженим на низькому восьмерику і увінчаним ліхтарем з банею. У XIX ст. до бабинця був прибудований нартекс, а до нього поперечний прямокутний об'єм, над яким влаштована висока шатрова дзвіниця, що подавила масивну приземисту центральну баню. Входи до церкви влаштовані з півдня та півночі. З південного боку до апсиди прибудоване квадратне у плані приміщення з входом зі сходу. Первісно типова для півдня Волині трьохдільна церква після перебудов XIX ст. набрала вигляду, характерного для офіційного напрямку в культовій архітектурі з типовими за композицією розташування дзвіниці з західної боку та луковичною формою бань. В інтер'єрі пам'ятки зберігся живопис XVII ст., різьблене оздоблення XVIII ст.

## Історія
Вперше Шепель в літописі згадується під 1097 р. В 1541 р. князь луцький Лев Свидригайло надав Шепель Бернатові Ольгердові. В 1836 р. власником Шепеля був Божидар-Підгороденський, фільварок якого розташовувався на городищі. Під час першої світової війни поблизу церкви розташовувався бліндаж генерала О. Брусилова, а за радянські часи на території городища розмістили тракторну бригаду.
8 травня 2017 року у Шепельській ЗОШ відкрито меморіальну дошку Олександру Палюху.
З 23 грудня 2016 року до 12 червня 2020 року у складі Заборольської сільської громади. 
12 червня 2020 року, згідно з розпорядженням Кабінету Міністрів України  № 708-р, село увійшло до складу Луцької міської громади.

## Уродженці
- Палюх Олександр Михайлович (1994—2015) — солдат Збройних сил України, учасник російсько-української війни[11].